# إيزابيل فونسيكا
إيزابيل فونسيكا (بالإنجليزية: Isabel Fonseca)‏ هي كاتِبة أمريكية، ولدت في 1963 في نيويورك في الولايات المتحدة.